# Saint-Cyprien-sur-Dourdou
Saint-Cyprien-sur-Dourdou (en occitano Sent Cebrian) era una comuna francesa situada en el departamento de Aveyron, de la región de Occitania, que el 1 de enero de 2016 pasó a ser una comuna delegada de la comuna nueva de Conques-en-Rouergue al fusionarse con las comunas de Conques, Grand-Vabre y Noailhac.

## Demografía
| Gráfica de evolución demográfica de Saint-Cyprien-sur-Dourdou entre 1800 y 2013 |
|                                                                                 |

Los datos demográficos contemplados en este gráfico de la comuna de Saint-Cyprien-sur-Dourdou se han cogido de 1800 a 1999 de la página francesa EHESS/Cassini, y los demás datos de la página del INSEE.